# 死後にアカデミー賞受賞及び候補者になった人物一覧
『死後にアカデミー賞受賞及び候補者になった人物一覧』（しごにアカデミーしょうじゅしょうおよびこうほしゃになったじんぶついちらん、list of posthumous Academy Award winners and nominees）は、アメリカ合衆国の映画芸術科学アカデミーが毎年発表しているアカデミー賞の過去及び現在の各部門で死後に授賞または候補者になった人物の一覧である。
この項目には特別賞（アカデミー名誉賞、アカデミー特別業績賞、アカデミー科学技術賞、アービング・G・タルバーグ賞、ジーン・ハーショルト友愛賞、ゴードン・E・ソーヤー賞）を死後に受賞した人物の一覧も含む。

## 一覧
| 名前                         | 没年月日       | 回     | 年            | 部門                       | タイトル                                                            | 受賞 | 備考  |
| ---------------------------- | -------------- | ------ | ------------- | -------------------------- | ------------------------------------------------------------------- | ---- | ----- |
| マリット・アレン             | 2007年11月26日 | 第80回 | 2007年        | 衣裳デザイン賞             | エディット・ピアフ〜愛の讃歌〜                                      |      |       |
| ハワード・アッシュマン       | 1991年3月14日  | 第64回 | 1991年        | 歌曲賞                     | 美女と野獣                                                          | 受賞 | [ 1 ] |
| ハワード・アッシュマン       | 1991年3月14日  | 第65回 | 1992年        | 歌曲賞                     | アラジン                                                            |      |       |
| ジョセフ・オーガスト         | 1947年9月25日  | 第21回 | 1948年        | 撮影賞                     | ジェニーの肖像                                                      |      |       |
| ロバート・アラン・アーサー   | 1978年11月20日 | 第52回 | 1979年        | 作品賞                     | オール・ザット・ジャズ                                              |      |       |
| ロバート・アラン・アーサー   | 1978年11月20日 | 第52回 | 1979年        | 脚本賞                     | オール・ザット・ジャズ                                              |      |       |
| マリオ・チェッキ・ゴーリ     | 1993年11月5日  | 第68回 | 1995年        | 作品賞                     | イル・ポスティーノ                                                  |      |       |
| フランク・チャーチル         | 1942年5月14日  | 第15回 | 1942年        | 作曲賞                     | バンビ                                                              |      |       |
| フランク・チャーチル         | 1942年5月14日  | 第15回 | 1942年        | 歌曲賞                     | バンビ                                                              |      |       |
| アレン・M・デイヴィ          | 1946年3月5日   | 第18回 | 1945年        | 撮影賞                     | 楽聖ショパン                                                        |      |       |
| ジェームズ・ディーン         | 1955年9月30日  | 第28回 | 1955年        | 主演男優賞                 | エデンの東                                                          |      |       |
| ジェームズ・ディーン         | 1955年9月30日  | 第29回 | 1956年        | 主演男優賞                 | ジャイアンツ                                                        |      |       |
| ウォルト・ディズニー         | 1966年12月15日 | 第41回 | 1968年        | 短編アニメ賞               | プーさんと大あらし                                                  | 受賞 |       |
| Gail Dolgin                  | 2010年10月7日  | 第84回 | 2011年        | 短編ドキュメンタリー映画賞 | The Barber of Birmingham: Foot Soldier of the Civil Rights Movement |      |       |
| ジェラルド・ダフィ           | 1928年6月25日  | 第1回  | 1927年/1928年 | 脚本字幕賞                 | トロイ情史                                                          |      |       |
| ジーン・イーグルス           | 1929年10月3日  | 第2回  | 1928年/1929年 | 主演女優賞                 | 手紙                                                                |      |       |
| ウィリアム・フェラーリ       | 1962年9月10日  | 第36回 | 1963年        | 美術賞                     | 西部開拓史                                                          |      |       |
| ピーター・フィンチ           | 1977年1月14日  | 第49回 | 1976年        | 主演男優賞                 | ネットワーク                                                        | 受賞 | [ 2 ] |
| ジョージ・ガーシュウィン     | 1937年7月11日  | 第10回 | 1937年        | 歌曲賞                     | 踊らん哉                                                            |      |       |
| スチュアート・ギルモア       | 1971年11月19日 | 第44回 | 1971年        | 編集賞                     | アンドロメダ…                                                       |      |       |
| トーマス・C・グッドウィン    | 1992年12月11日 | 第65回 | 1992年        | 短編ドキュメンタリー映画賞 | Educating Peter                                                     | 受賞 |       |
| コンラッド・L・ホール        | 2003年1月4日   | 第75回 | 2002年        | 撮影賞                     | ロード・トゥ・パーディション                                        | 受賞 | [ 3 ] |
| デヴィッド・ホール           | 1964年7月23日  | 第38回 | 1965年        | 美術賞                     | 偉大な生涯の物語                                                    |      |       |
| デール・ヘネシー             | 1981年7月20日  | 第55回 | 1982年        | 美術賞                     | アニー                                                              |      |       |
| バーナード・ハーマン         | 1975年12月24日 | 第49回 | 1976年        | 作曲賞                     | 愛のメモリー                                                        |      |       |
| バーナード・ハーマン         | 1975年12月24日 | 第49回 | 1976年        | 作曲賞                     | タクシードライバー                                                  |      |       |
| Gordon Hollingshead          | 1952年7月8日   | 第25回 | 1952年        | 短編実写映画賞（一巻）     | Desert Killer                                                       |      |       |
| Gordon Hollingshead          | 1952年7月8日   | 第25回 | 1952年        | 短編実写映画賞（二巻）     | Thar She Blows!                                                     |      |       |
| ウィリアム・A・ホーニング    | 1959年3月2日   | 第31回 | 1958年        | 美術賞                     | 恋の手ほどき                                                        | 受賞 |       |
| ウィリアム・A・ホーニング    | 1959年3月2日   | 第32回 | 1959年        | 美術賞                     | ベン・ハー                                                          | 受賞 |       |
| ウィリアム・A・ホーニング    | 1959年3月2日   | 第32回 | 1959年        | 美術賞                     | 北北西に進路を取れ                                                  |      |       |
| シドニー・ハワード           | 1939年8月23日  | 第12回 | 1939年        | 脚色賞                     | 風と共に去りぬ                                                      | 受賞 |       |
| ジョン・ハブリー             | 1977年2月21日  | 第50回 | 1977年        | 短編アニメ賞               | A Doonesbury Special                                                |      |       |
| バート・カルマー             | 1947年9月18日  | 第24回 | 1951年        | 歌曲賞                     | The Strip                                                           |      |       |
| ジェローム・カーン           | 1945年11月11日 | 第18回 | 1945年        | 作曲賞                     | Can't Help Singing                                                  |      |       |
| ジェローム・カーン           | 1945年11月11日 | 第18回 | 1945年        | 歌曲賞                     | Can't Help Singing                                                  |      |       |
| ジェローム・カーン           | 1945年11月11日 | 第19回 | 1946年        | 歌曲賞                     | Centennial Summer                                                   |      |       |
| William Kiernan              | 1973年11月19日 | 第46回 | 1973年        | 美術賞                     | 追憶                                                                |      |       |
| アルベール・ラモリス         | 1970年6月2日   | 第51回 | 1978年        | 長編ドキュメンタリー映画賞 | The Lovers' Wind                                                    |      |       |
| ヒース・レジャー             | 2008年1月22日  | 第81回 | 2008年        | 助演男優賞                 | ダークナイト                                                        | 受賞 | [ 4 ] |
| ボリス・レヴェン             | 1986年10月11日 | 第59回 | 1986年        | 美術賞                     | ハスラー2                                                           |      |       |
| ウィリアム・C・メラー        | 1963年4月30日  | 第38回 | 1965年        | 撮影賞                     | 偉大な生涯の物語                                                    |      |       |
| アンソニー・ミンゲラ         | 2008年3月18日  | 第81回 | 2008年        | 作品賞                     | 愛を読むひと                                                        |      |       |
| ジェームズ・モナコ           | 1945年10月16日 | 第19回 | 1946年        | 歌曲賞                     | The Dolly Sisters                                                   |      |       |
| アルフレッド・ニューマン     | 1970年2月17日  | 第43回 | 1970年        | 作曲賞                     | 大空港                                                              |      |       |
| ジョゼフ・オブライエン       | 1945年3月30日  | 第18回 | 1945年        | 短編実写映画賞（一巻）     | Your National Gallery                                               |      |       |
| ブリジット・オコナー         | 2010年9月22日  | 第84回 | 2011年        | 脚色賞                     | 裏切りのサーカス                                                    |      |       |
| エリック・オーボム           | 1959年5月23日  | 第33回 | 1960年        | 美術賞                     | スパルタカス                                                        | 受賞 |       |
| アーノルド・パール           | 1971年12月11日 | 第45回 | 1972年        | 長編ドキュメンタリー映画賞 | ドキュメンタリー マルコムX                                          |      |       |
| シドニー・ポラック           | 2008年5月26日  | 第81回 | 2008年        | 作品賞                     | 愛を読むひと                                                        |      |       |
| レイモンド・ラッシュ         | 1964年12月23日 | 第45回 | 1972年        | 作曲賞                     | ライムライト                                                        | 受賞 | [ 5 ] |
| グレッチェン・ラウ           | 2006年3月29日  | 第79回 | 2006年        | 美術賞                     | グッド・シェパード                                                  |      |       |
| ラルフ・リチャードソン       | 1983年10月10日 | 第57回 | 1984年        | 助演男優賞                 | グレイストーク -類人猿の王者- ターザンの伝説                        |      |       |
| リチャード・H・リデル        | 1960年3月18日  | 第32回 | 1959年        | 美術賞                     | 夜を楽しく                                                          |      |       |
| ラリー・ラッセル             | 1954年2月14日  | 第45回 | 1972年        | 作曲賞                     | ライムライト                                                        | 受賞 | [ 5 ] |
| テス・スレシンジャー         | 1945年2月21日  | 第18回 | 1945年        | 脚色賞                     | ブルックリン横丁                                                    |      |       |
| キャロル・ソビエスキー       | 1990年11月4日  | 第64回 | 1991年        | 脚色賞                     | フライド・グリーン・トマト                                          |      |       |
| ジャイル・スティール         | 1952年1月16日  | 第24回 | 1951年        | 衣裳デザイン賞             | Kind Lady                                                           |      |       |
| ジャイル・スティール         | 1952年1月16日  | 第24回 | 1951年        | 衣裳デザイン賞             | 歌劇王カルーソ                                                      |      |       |
| ジャイル・スティール         | 1952年1月16日  | 第25回 | 1952年        | 衣裳デザイン賞             | メリイ・ウィドウ                                                    |      |       |
| ハリー・ストラドリング       | 1970年2月14日  | 第42回 | 1969年        | 撮影賞                     | ハロー・ドーリー!                                                   |      |       |
| ハリー・ウォレン・テトリック | 1977年2月17日  | 第49回 | 1976年        | 録音賞                     | キングコング                                                        |      |       |
| ハリー・ウォレン・テトリック | 1977年2月17日  | 第49回 | 1976年        | 録音賞                     | ロッキー                                                            |      |       |
| スペンサー・トレイシー       | 1967年6月10日  | 第40回 | 1967年        | 主演男優賞                 | 招かれざる客                                                        |      |       |
| マッシモ・トロイージ         | 1994年6月4日   | 第68回 | 1995年        | 主演男優賞                 | イル・ポスティーノ                                                  |      |       |
| マッシモ・トロイージ         | 1994年6月4日   | 第68回 | 1995年        | 脚色賞                     | イル・ポスティーノ                                                  |      |       |
| ラマー・トロッティ           | 1952年8月28日  | 第27回 | 1954年        | 原案賞                     | ショウほど素敵な商売はない                                          |      |       |
| ジェフリー・アンスワース     | 1978年10月28日 | 第53回 | 1980年        | 撮影賞                     | テス                                                                | 受賞 | [ 6 ] |
| ロバート・L・ロルフ          | 1981年2月28日  | 第54回 | 1981年        | 編集賞                     | 黄昏                                                                |      |       |
| ヴィクター・ヤング           | 1956年11月10日 | 第29回 | 1956年        | 作曲賞                     | 八十日間世界一周                                                    | 受賞 |       |
| ヴィクター・ヤング           | 1956年11月10日 | 第29回 | 1956年        | 歌曲賞                     | 風と共に散る                                                        |      |       |
| サム・ジンバリスト           | 1958年11月4日  | 第32回 | 1959年        | 作品賞                     | ベン・ハー                                                          | 受賞 | [ 7 ] |

## 特別賞
| 名前                      | 没年月日       | 回     | 年     | 賞                                               | 備考  |
| ------------------------- | -------------- | ------ | ------ | ------------------------------------------------ | ----- |
| ロバート・ベンジャミン    | 1979年10月22日 | 第52回 | 1979年 | ジーン・ハーショルト友愛賞                       |       |
| レス・ボウイ              | 1979年1月27日  | 第51回 | 1978年 | 特別業績賞（視覚効果）、『スーパーマン』に対して |       |
| ダグラス・フェアバンクス  | 1939年12月12日 | 第12回 | 1939年 | 名誉賞                                           |       |
| オードリー・ヘプバーン    | 1993年1月20日  | 第65回 | 1992年 | ジーン・ハーショルト友愛賞                       | [ 8 ] |
| George Kraemer            | 1993年1月18日  | 第65回 | 1992年 | 科学技術賞（科学工学賞）                         |       |
| Charles Miller            |                | 第13回 | 1940年 | 科学技術賞（Class I）                            |       |
| エドワード・G・ロビンソン | 1973年1月26日  | 第45回 | 1972年 | 名誉賞                                           | [ 9 ] |
| Louis Stankiewicz         |                | 第54回 | 1981年 | 科学技術賞（技術功績賞）                         |       |
| Geoffrey H. Williamson    | 1993年1月20日  | 第65回 | 1992年 | 科学技術賞（科学工学賞）                         |       |

## 除外
このリストには映画芸術科学アカデミーが回顧的にアカデミー賞を与える決定を下した時に亡くなっていた人物を含まない。
例えば、ダルトン・トランボ（1976年没）は死後17年経った1993年にアカデミー脚本賞を受賞した。1953年当時トランボはいわゆる「ハリウッド・テン」のひとりで「ハリウッド・ブラックリスト」に名前が載せられハリウッドから追放状態だった。そのため友人のイアン・マクレラン・ハンターの名義を借りて1953年の『ローマの休日』の脚本を執筆した。当時のアカデミーはイアン・マクレラン・ハンターに脚本賞を与えたが、後年ダルトン・トランボの名誉が回復されアカデミーは1993年にトランボに改めてアカデミー賞を贈ることを決めた。
同様に1957年のアカデミー脚色賞は『戦場にかける橋』のピエール・ブールに贈られたが、当時「ブラックリスト」に載せられていたため名前がクレジットされなかったカール・フォアマンとマイケル・ウィルソンに対しても1984年に脚色賞が与えられた。この時にはふたりとも亡くなっていた。
映画芸術科学アカデミーはこれらを死後の授賞ではなく記録の修正と考えている。